# أوفيديو هاتسيغان
أوفيديو هاتسيغان (بالرومانية: Ovidiu Hațegan)‏ (ولد في 17 يوليو 1980) هو حكم كرة قدم روماني دولي. أصبح حكم دولي في 2008. حكّم هاتسيغان في تصفيات كأس العالم لكرة القدم 2014 وتصفيات بطولة أمم أوروبا لكرة القدم 2012.

## روابط خارجية
- أوفيديو هاتسيغان على موقع Soccerway.com (الإنجليزية)
- أوفيديو هاتسيغان على موقع أوليمبيديا (الإنجليزية)